# إخفاء الذات
إخفاء الذات أو كتمان الذات (بالإنجليزية: Self-Concealment)‏ هو حالة نفسية تُعرّف بأنها «ميل شعوري فعال لإخفاء معلومات عن الآخرين يدرك المرء أنها حزينة أو سلبية». ويناقض هذا المصطلح مفهوم الإفصاح عن الذات.
يُصنف كتمان المعلومات الشخصية (الأفكار، أو الأحاسيس، أو النشاطات، أو الأحداث) ضمن مفهوم التكافؤ على أنه سلبي وحميمي جدًا وله ثلاث ميزات: مجموعة فرعية من المعلومات الشخصية، وأخرى يمكن الوصول إليها بإدراكنا، وأخرى نخفيها عن الآخرين. لإخفاء الذات دور سلبي في الصحية النفسية.

## السياق التاريخي
أبدى علماء النفس والأطباء النفسيون اهتمامًا بالأسرار وكتمانها. شكلت أعمال سيدني جورارد حول الإفصاح عن الذات، وأبحاث بينيبيكر حول فوائد صدمة كشف الأسرار، مرحلةً مفصلية لفهم أفضل لإخفاء الذات واختباره.
خَلُص بحث جورارد إلى الاستنتاج القائل إن التوتر والتوعك لا ينجمان فقط عن قلة الإفصاح عن الذات، بل أيضًا نتيجةً للتجنب المُتعمد لما هو معروف من قبل الطرف الآخر. في نهاية البحث، يدرس بينيبيكر وزملاؤه علاقة كشف الأسرار-المعاناة أو الصلة بين كتم الأسرار-المرض، ووجدوا أنه ليس هناك صلة بين التعبير عن الأفكار والأحاسيس حول الصدمات والتأثيرات الصحية طويلة المدى. عزا بينيبيكر عدم الرغبة في الكشف عن المعلومات الشخصية الحزينة إلى أي من الظروف أو الفروق الفردية. وُضع مفهوم إخفاء الذات ومعيار القياس ومعيار إخفاء الذات، للسماح بتقييم الفروق الفردية وتكوين فكرة عنها في هذا البعد الشخصي.

## الآثار النفسية
يسهم إخفاء الذات بصورة جليّة واستثنائية في التنبؤ بالقلق والاكتئاب والأعراض الجسدية. درست الأبحاث اللاحقة آثار إخفاء الذات على الرفاه الذاتي والمجاراة ووجدت أن الإكثار من إخفاء الذات مرتبط بالضيق النفسي والأعراض الجسدية المُبلغ عنها ذاتيًا، والقلق، والاكتئاب، والخجل، وتقدير الذات السلبي، والشعور بالوحدة، والاجترار، وسمة القلق الاجتماعي، والقلق الاجتماعي، وإنكار الذات، والتناقض الوجداني في التعابير الشعورية، وتعديل المزاج غير المتأقلم، والألم الحاد والمزمن.
إن الأفراد الذين يعانون من مشاعر الدونية المتزايدة لديهم نزعة أعلى نحو إخفاء الذات، ما يؤدي بدوره إلى زيادة الشعور بالوحدة وغياب السعادة.

## الأبحاث
تشمل النماذج النظرية التي تسعى إلى شرح النتيجة المتلائمة مع الآثار الصحية السلبية لإخفاء الذات:
- نموذج الكبت الذي طوره بينيبيكر، ويعزو تلك الآثار إلى العمل الفيزيولوجي الذي ينجم عن الكبت السلوكي المرافق لعملية إخفاء الذات.[21][22]
- نموذج استغراق الأفكار المستند إلى أعمال دانيال ويغنر، الذي ينظر إلى كتمان الأفكار المرتبط بإخفاء الذات عن طريق السخرية، وينتهي به الحال نحو الأفكار الفضولية والانهماك الكبير بالمعلومات الشخصية المحزنة، ما يؤدي في النهاية إلى الحرمان من الرفاهية.[23][24]
- نظرية الفهم الذاتي التي تحاول برهان أن السلوكيات عامل مؤثر على المواقف؛ يلاحظ من يحاول إخفاء ذاته كبح السلوكيات والتوصل إلى قرارات يجب أن تكون سببًا وجيهًا لتلك السلوكيات، ما يؤدي إلى صفات ذاتية سلبية مرتبطة بخصائص الشخصية تتلاءم مع هذا الاستنتاج (على سبيل المثال، «يتحتم عليّ أن أكون شريرًا لأنني أخفي هذا الجانب من نفسي»).[25]
- نظرية التحديد الذاتي التي تشرح الآثار الصحية السلبية لإخفاء الذات على أنها نتيجة للإحباط بسبب عدم الحصول على متطلبات الفرد الأساسية من الاستقلالية وتكوين العلاقات والجدارة.

تقدم كيلي مراجعة شاملة للعديد من النماذج التوضيحية والأدلة التي تدعم كلًا منها، وخلصت إلى أن العنصر الوراثي الذي يتشاركه من يلجؤون إلى إخفاء الذات بكثرة قد يجعلهم أكثر عرضة لإخفاء الذات وأكثر عرضة للمشاكل الجسدية والنفسية.
ركزت الدراسات البحثية على علاقة إخفاء الذات بتوجهات التعلق، والمساعدة في البحث والمواقف إزاء تقديم المشورة، والرغبة في زيادة المسافة (الجسدية) بين الأشخاص، وندبة الجرح، والكشف عن المحنة وسلوك الكذب والصدق، وسير المعالجة النفسية.
يركز البحث أيضًا على إخفاء الذات في قطاعات سكانية محددة: مجتمع الميم، ومتعددو الثقافات، واليافعون، والعائلات، والشركاء الرومانسيون.
أظهرت مراجعة حديثة لـ137 دراسة سابقة باستخدام معيار إخفاء الذات نموذجًا فعالًا للعناصر الشرطية لإخفاء الذات وآليات التحقق من آثاره الصحية. يتراءى للمؤلفين إخفاء الذات على أنه «حالة تحفيزية شبيهة بالسمات المعقدة حيث تنشط مستويات عالية من دوافع إخفاء الذات لمجموعة من السلوكيات محددة الأهداف (على سبيل المثال، كتم الأسرار وتفادي السلوكيات والكذب) واستراتيجيات غير فعالة للتنظيم الانفعالي الذاتي (مثل الكبح التعبيري) تعمل على إخفاء المعلومات الشخصية السلبية أو المحزنة». يُنظر إلى هذه الآليات المثيرة للعواطف الصحية عبر سُبل مباشرة وغير مباشرة، و«تعمل بنشاط بناءً على التعارض بين ثنائية الإلحاح على الإخفاء والإفصاح وتعارض الدافع الذي يؤدي أخيرًا إلى آثار فيزيولوجية سلبية وتعطيل وسائل التنظيم الذاتي».

### معيار إخفاء الذات
يقيس معيار إخفاء الذات (إس سي إس) المؤلف من 10 بنود الدرجةَ التي يميل إليها الفرد لإخفاء المعلومات الشخصية التي تُعتبر سلبية أو مؤلمة. أثبت «إس سي إس» أن له خصائص مميزة في القياس النفسي (الاتساق الداخلي وموثوقية الاختبار وإعادته أكثر من مرة) وأحادية البعد للمقياس. تشمل البنود النموذجية:
«لديّ سر مهم لم أشاركه مع أحد»، و«هناك الكثير من الأمور التي أبقيها لنفسي»، و«عشت في عذاب حقيقي بسبب بعض أسراري»، و«عندما يحدث لي شيء سيئ، أميل إلى الاحتفاظ به لنفسي»، و«أسراري محرجة للغاية، لذا لا أشاركها مع الآخرين».

## المجموعات المهمشة
تلجأ الأقليات إلى إخفاء الذات للالتفاف حول وصمة العار الملاحظة. على سبيل المثال، يلجأ مجتمع الميم (المثليات، والمثليون، ومزدوجو الميول الجنسية) إلى إخفاء الذات نتيجة تعرضهم لتشويه السمعة (انظر الخروج من الخزانة) من أجل التعرف على الصفات المميزة الملازمة لهوياتهم الجنسية.
يلاحظ إخفاء الذات لدى طلاب الجامعات الدولية في الشتات الأفريقي، والآسيويين، والأمريكيين اللاتينيين. أما بالنسبة للأمريكيين الأفارقة خصوصًا، يرتبط إخفاء الذات بدرجة ما بقِيم ثقافة الأفروسنتريك. وُثّق عند الشعوب العربية والشرق أوسطية توظيف استراتيجيات مفاوضات الهوية التالية:
- أهمية الفكاهة: ستوظف الأقلية الموصومة الفكاهة ضمن أسلوب لتوطيد العلاقات المشتركة.
- أهمية التثقيف: ستحاول الأقلية الموصومة تثقيف من يستفهم عن الهوية التي شُوّهت سمعتها.
- أهمية التحدي: ستتحدى الأقلية الموصومة من يشكك بهويتها بمواجهة الحقيقة لاستنطاق الهوية التي شُوّهت سمعتها.
- الجُبن: ستقابل الأقلية الموصومة مطالب من يستفهم عن الهوية التي شوهت سمعتها بقوة الحقيقة، أو المخاوف الملموسة التي قد تنجم عن العنف.[68]

يمكن لاستراتيجيات إخفاء الذات أن تتجلى أيضًا لدى الأشخاص الذين يعانون من الخطل الجنسي. وجدت الأبحاث التي أجريت في تجارب «معجبو فروي»، وهي مجموعة موصومة، أنها أكثر عرضة للإفصاح عن الذات إذا كان هناك اختلاف بسيط في القوة بين فروي والفرد الذي يكشف عن هويته.